# Naraiivka, Slavuta
Naraiivka (în ucraineană Нараївка) este un sat în comuna Velîkîi Sknît din raionul Slavuta, regiunea Hmelnîțkîi, Ucraina.

## Demografie
Componența lingvistică a localității Naraiivka
     Ucraineană (99,74%)
     Alte limbi (0,26%)
Conform recensământului din 2001, majoritatea populației localității Naraiivka era vorbitoare de ucraineană (99,74%), existând în minoritate și vorbitori de alte limbi.